# Ronde van Duitsland 1999
De Ronde van Duitsland 1999 was de 22e editie van de Ronde van Duitsland en de eerste sinds de herintroductie van deze etappekoers. De wedstrijd begon op vrijdag 28 mei tot en met donderdag 3 juni. De eindoverwinning naar de Duitser Jens Heppner. In totaal deden 18 teams mee, met 144 renners, onder wie grote namen als Michele Bartoli, Franco Ballerini, Laurent Brochard en Pavel Tonkov. De Franse sprinter Jimmy Casper won maar liefst vier van de acht etappes. Toch ging de groene trui naar Heppners ploeg- en landgenoot Erik Zabel.

## Etappe-overzicht
| etappe | datum  | start     | finish    | afstand  | winnaar             | klassementsleider |
| ------ | ------ | --------- | --------- | -------- | ------------------- | ----------------- |
| 1      | 28 mei | Berlijn   | Leipzig   | 171,2 km | Jimmy Casper        | Jimmy Casper      |
| 2      | 29 mei | Eisleben  | Goslar    | 214,3 km | Rolf Aldag          | Rolf Aldag        |
| 3      | 30 mei | Goslar    | Bielefeld | 199,7 km | Jimmy Casper        | Rolf Aldag        |
| 4      | 31 mei | Bielefeld | Dortmund  | 176,9 km | Jimmy Casper        | Axel Merckx       |
| 5      | 1 juni | Dortmund  | Koblenz   | 198,2 km | Andreas Kappes      | Jens Heppner      |
| 6      | 2 juni | Koblenz   | Bensheim  | 153,3 km | Erik Zabel          | Jens Heppner      |
| 7      | 2 juni | Viernheim | Bensheim  | 29,8 km  | Raivis Belohvoščiks | Jens Heppner      |
| 8      | 3 juni | Wiesbaden | Bonn      | 152 km   | Jimmy Casper        | Jens Heppner      |

## Eindklassementen

### Algemeen klassement
| Plaats    | Naam              | Ploeg                    | Tijd      |
| --------- | ----------------- | ------------------------ | --------- |
| Gele trui | Jens Heppner      | Team Deutsche Telekom    | 30u22'29" |
| 2         | Andreas Kappes    | Agro-Adler Brandenburg   | + 1' 36"  |
| 3         | Christian Wegmann | Die Continentale Olympia | + 1' 44"  |
| 4         | Grischa Niermann  | Rabobank                 | + 1' 48"  |
| 5         | Michael Blaudzun  | MemoryCard-Jack & Jones  | + 1' 51"  |
| 6         | Bart Voskamp      | TVM-Farm Frites          | + 1' 52"  |
| 7         | Rolf Huser        | Festina-Lotus            | + z.t.    |
| 8         | Geert Van Bondt   | TVM-Farm Frites          | + z.t.    |
| 9         | Bert Grabsch      | Team Cologne             | + z.t.    |
| 10        | Stive Vermaut     | Vlaanderen 2002          | + z.t.    |

### Puntenklassement
| Plaats      | Naam         | Ploeg                  | Punten |
| ----------- | ------------ | ---------------------- | ------ |
| Groene trui | Erik Zabel   | Team Deutsche Telekom  | 130    |
| 2           | Jimmy Casper | Française des Jeux     | 101    |
| 3           | Olaf Pollack | Agro-Adler Brandenburg | 54     |

### Bergklassement
| Plaats    | Naam             | Ploeg                 | Punten |
| --------- | ---------------- | --------------------- | ------ |
| Rode trui | Jens Heppner     | Team Deutsche Telekom | 30     |
| 2         | Paolo Lanfranchi | Mapei-Quick Step      | 33     |
| 3         | Bert Dietz       | Team Nürnberger       | 16     |

1911 · 1912-1921 · 1922 · 1923-1926 · 1927 · 1928-1929 · 1930 · 1931 · 1932-1936 · 1937 · 1938 · 1939 · 1940-1946 · 1947 · 1948 · 1949 · 1950 · 1951 · 1952 · 1953-1959 · 1960 · 1961 · 1962 · 1963-1978 · 1979 · 1980 · 1981 · 1982 · 1983-1998 · 1999 · 2000 · 2001 · 2002 · 2003 · 2004 · 2005 · 2006 · 2007 · 2008 · 2009-2017 · 2018 · 2019 · 2020 · 2021 · 2022 · 2023 · 2024